# Christian Staub
Christian Staub (* 1. August 1918 in Menzingen ZG; † 30. Mai 2004 in Seattle) war ein Schweizer Fotograf der Nachkriegszeit.

## Leben und Wirken
Christian Staub absolvierte eine Lehre als Hochbauzeichner in Zug. Von 1938 bis 1940 studierte er Malerei in Paris, und von 1941 bis 1944 besuchte er die Fotoklasse von Hans Finsler an der Kunstgewerbeschule Zürich (heute: Schule für Gestaltung Zürich). Als Fotojournalist war er von 1944 bis 1946 in der Schweiz und von 1946 bis 1948 in Wien tätig. In den 1950er Jahren war Christian Staub Werbe- und Architekturfotograf. 1954 wurde er ins Kollegium Schweizerischer Fotografen aufgenommen. An der Hochschule für Gestaltung Ulm wirkte er von 1958 bis 1963 als Dozent für Fotografie.
1967 siedelte Christian Staub in die USA über. Bis 1988 unterrichtete er an den Universitäten von Seattle und Berkeley.
Werke von Christian Staub finden sich in folgenden Sammlungen:
- Museum of Modern Art, New York
- The Institute of Art Detroit
- Museum für Fotografie Mexico
- Museum für Gestaltung Zürich

## Ausstellungen (Auswahl)

### Einzelausstellungen
- 1959: Das Profil einer Fabrik. Landesgewerbeamt Baden-Württemberg, Stuttgart
- 1976: Museum of Art, Seattle
- 1978: Foster White Gallery, Seattle
- 1979: Fotografien. Kunsthaus Zug
- 1981: Méditation sur l’espace et le temps. Musée de l’Elysée, Lausanne
- 1981: Galerie Suzanne Kuepfer, Biel
- 1983: Equivalents Gallery, Seattle
- 1985: The Photographers’ Gallery, London
- 1988: Photographs and Paintings. University of Washington, Seattle
- 1989: Photographs of Artists and Architects, Arbiters and Artificers, Authors and Others. King County Arts Commission Gallery, Seattle
- 1992: Fotografien aus fünf Jahrzehnten. Eurozentrum, Köln
- 1993: Christian Staub. Fotografien und Gouache-Blätter. Gimpel & Hanover Galerie, Baar
- 1996: Fotografien 1942–1987. Suermondt-Ludwig-Museum, Aachen
- 2005: Cette sacrée vie. Photoforum PasquArt, Biel

### Gruppenausstellungen
- 1952: Weltausstellung der Photographie. Kunsthaus, Luzern
- 1955: Kollegium Schweizerischer Photographen. Photographie als Ausdruck. Helmhaus, Zürich 1955
- 1960: Gewerbemuseum, Stuttgart
- 1963: Landesgewerbeamt Baden-Württemberg, Stuttgart
- 1966: Nehru’s India. Wanderausstellung, Carbide-Union Building, New York
- 1974: Photographie in der Schweiz von 1840 bis heute. Wanderausstellung, Schweizerische Stiftung für die Photographie im Kunsthaus, Zürich
- 1976: Tatort Bern. Museum, Bochum
- 1984: Fotobiennale, Enschede
- 1991: 50 Jahre Vereinigung Zuger Künstler. Kunsthaus Zug
- 1995: Der geduldige Planet. Eine Weltgeschichte. 255 Fotografien aus der Zeitschrift Du. Zementfabrik, Holderbank
- 2006: Hans Finsler und die Schweizer Fotokultur. Werk – Fotoklasse – Moderne Gestaltung 1932–1960. Museum für Gestaltung, Zürich
- 2024: Paare/Couples. Fotostiftung Schweiz, Winterthur

## Veröffentlichungen (Auswahl)
- Circus. Mit Illustrationen von Hanny Fries, Stauffacher, Zug 1955.
- Bienne noir sur blanc / Biel schwarz auf weiss. Verlag Pierre Boillat, 1957.
- Christian Staub. Fotografien. Ausstellungskatalog, Kunsthaus Zug 1979.
- Christian Staub. Photographies. Ausstellungskatalog, Lausanne, Musée de l’Elysée, 1981.
- Christian Staub. Fotografien 1942–1987. Ausstellungskatalog, Suermondt-Ludwig-Museum, Aachen 1996.